# Gerhard Borrmann
Pour les articles homonymes, voir Borrmann.
Gerhard Borrmann, né le 30 avril 1908 à Thionville et mort le 12 avril 2006 à Braunfels, est un physicien allemand du XXe siècle. Il est l'un des pionniers de la recherche sur la diffraction des rayons X.

## Biographie
Gerhard Borrmann naît en 1908 à Thionville, commune importante d'Alsace-Lorraine. Il y commence ses études avant de les poursuivre à Giessen, puis à l’université technique de Munich et à l’Institut technique de Danzig, où il obtient un diplôme d’ingénieur en 1930. Travaillant au laboratoire de Walther Kossel (en), sa thèse de doctorat traite naturellement de l'« effet Kossel », démontrant que la vitesse de croissance d'une face de cristal dépend uniquement de la fréquence de fixation de ses couches cristallines.
Après son doctorat, Borrmann continue à travailler au laboratoire de Kossel, comme assistant, étudiant la transmission des rayons X grâce à de minces couches de cristaux. En 1938, il est obligé de quitter ce laboratoire à cause de son refus de rejoindre le parti nazi, il est allé à Berlin, où il a pu continuer son travail au Kaiser-Wilhelm-Institut de chimie physique et d'électrochimie, le futur Fritz-Haber-Institut. Il y découvre un phénomène aberrant selon la loi de Bragg, concernant l'absorption anormalement faible de rayons X par les cristaux. Cette découverte est aujourd'hui connue comme « effet Borrmann » ou « effet Borrmann-Campbell ».
Après la guerre, en 1951, Bormann travaille avec le prix Nobel de physique Max von Laue. Nommé professeur à l’université technique de Berlin, il dirige finalement le département Kristalloptik der Röntgenstrahlen du Fritz-Haber-Institut. En 1970, il devient membre correspondant de la Faculté de mathématiques et de sciences de l'Académie bavaroise des sciences. En 1996, il devient le premier scientifique à recevoir la médaille Carl Hermann.
Gerhard Borrmann décède le 12 avril 2006, à Braunfels, dans le Land de la Hesse.

## Sources
- (en) A. Authier et H. Klapper, « Gerhard Borrmann (1908–2006) and Gerhard Hildebrandt (1922–2005): their life stories and their contribution to the revival of dynamical theory in the 1950's », physica status solidi (a), vol. 204, no 8,‎ août 2007, p. 2515–2527 (DOI 10.1002/pssa.200675668)